# دایورسی هلدینگ
دایورسی هلدینگ (انگلیسی: Diversey Holdings) شرکت صنایع شیمیایی آمریکایی است، که در سال ۱۹۲۳ تأسیس شد.